# Hervías
Hervías is een gemeente in de Spaanse provincie en regio La Rioja met een oppervlakte van 14,14 km². Hervías telt 119 inwoners (1 januari 2016).

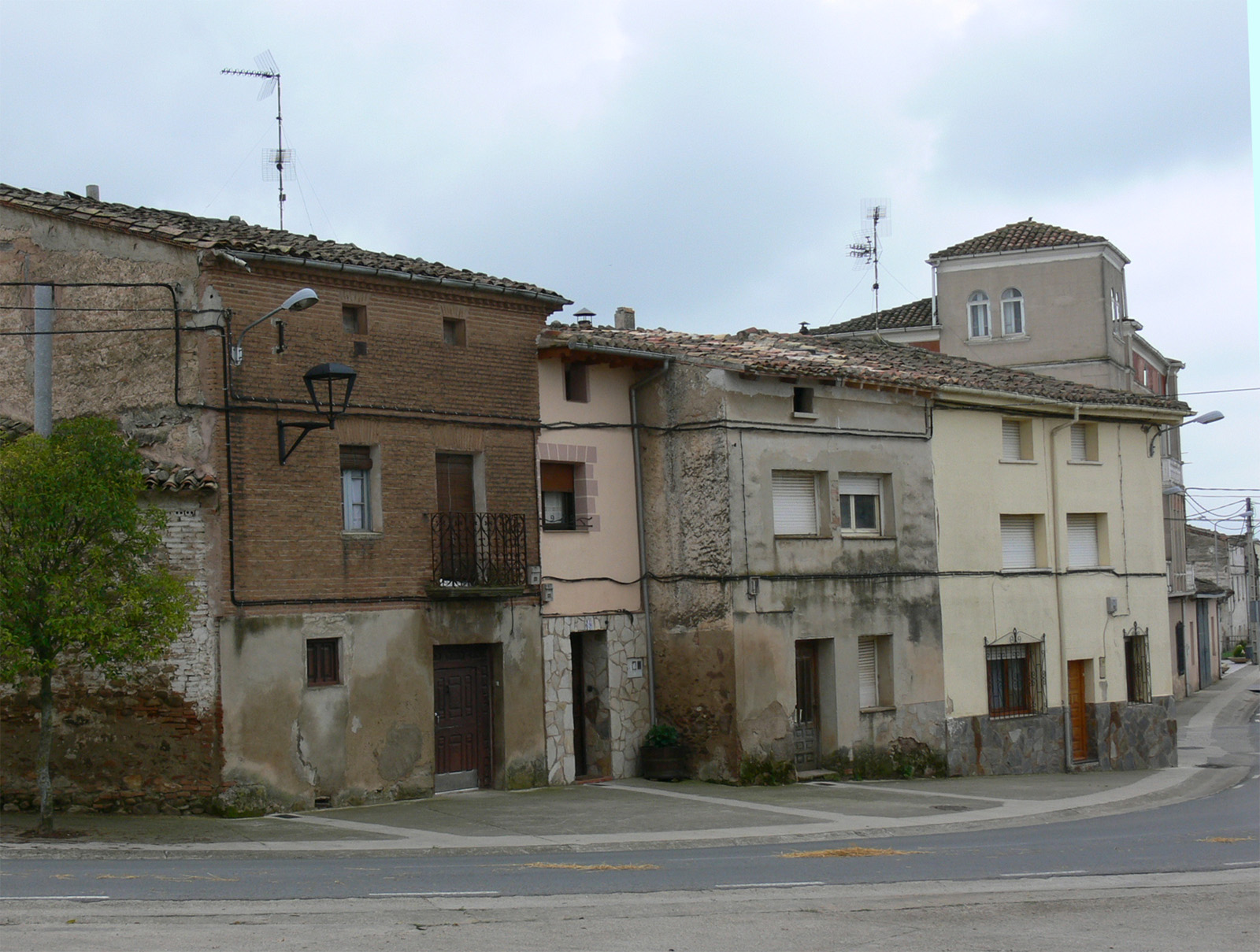
Hervías
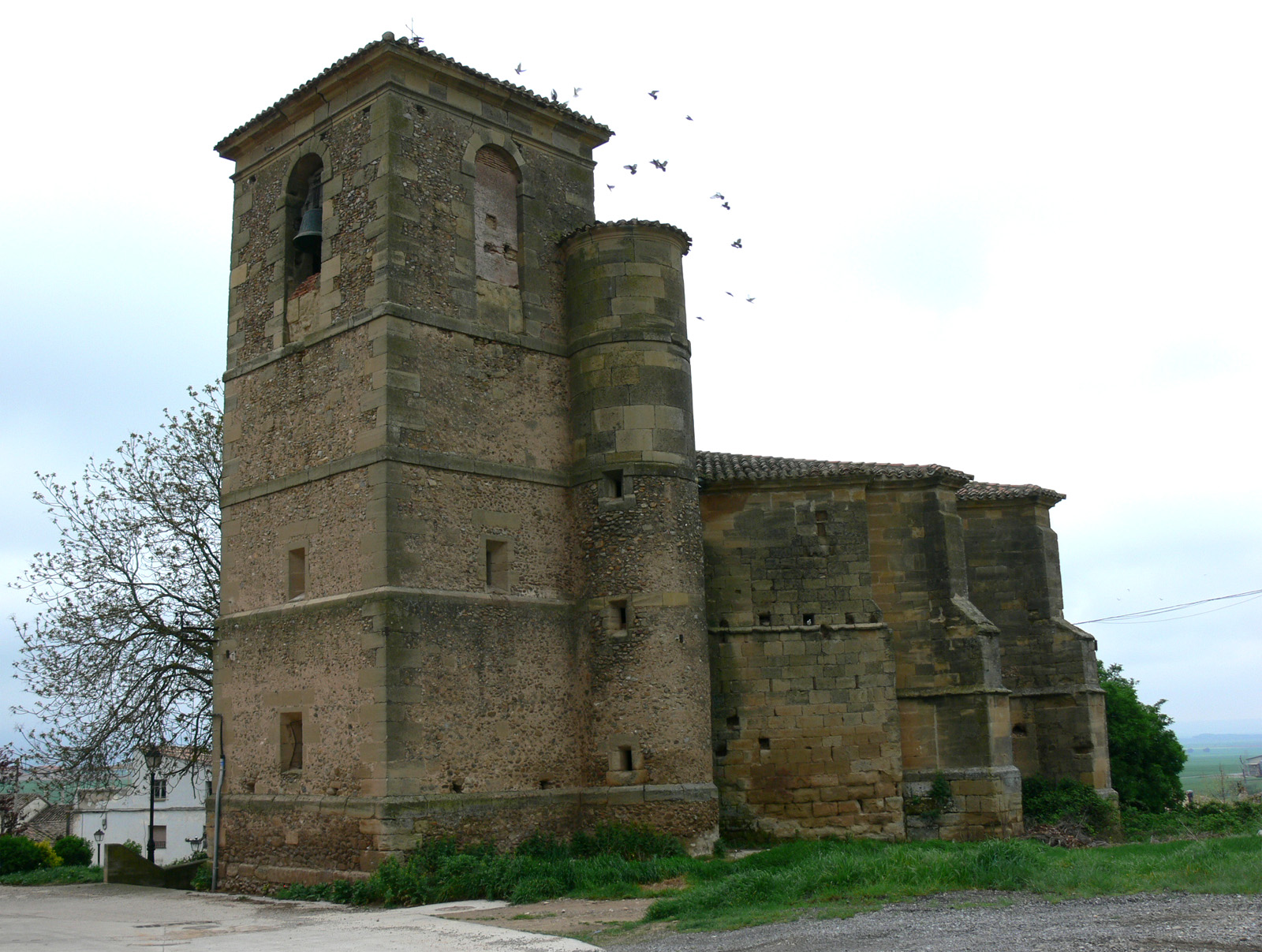
Kerk van de hemelvaart

## Demografische ontwikkeling
Bron: INE, 1857-2011: volkstellingen